# EL21
Електровоз ЕЛ21 — промисловий електровоз постійного струму, що будувався в НДР на локомотивнобудівному заводі Ганс Баймлер (нім. Lokomotivbau Elektrotechnische Werke) для підприємств Радянського Союзу.

## Історія
Конструктивно електровоз ЕЛ21 (EL21) являє собою розвиток електровоза ЕЛ1 (EL1), раніше випускався цим же заводом для СРСР. У порівнянні зі своїми попередниками нові локомотиви надійніше в роботі у важких кліматичних умовах.
Будувалися електровози з 1981 по 1986 рр.
Експлуатуються ЕЛ21 і сьогодні станом (на 2013 рік) на коліях промислових підприємств, в кар'єрах тощо

## Конструкція
Електровоз складається з двох секцій, в кожній з яких є кабіна машиніста. Секції кузова спираються з одного боку на крайній, а з іншого — на загальний середній двовісний візок. У середнього візка колісні пари не пов'язані між собою. Електровоз оснащений шістьма тяговими електродвигунами GBM-350/1500XC з компенсаційною обмоткою. Підвішування ТЕД опорно-осьове. Тягова передача косозуба з передавальним числом 5,58. Букси щелепні з роликовими підшипниками.
Локомотив розрахований на живлення від центрального (верхнього) і бічного контактних дротів постійним струмом напругою 1,5 кВ. Тягові електродвигуни кожного візка можуть з'єднуватися послідовно і паралельно. При реостатному гальмуванні використовується самозбудження двигунів, при цьому ТЕД з'єднані попарно паралельно і кожна група ТЕД замкнута на свою групу резисторів. Можлива робота локомотива на низькій швидкості, коли всі ТЕДи з'єднані послідовно.
На електровозі встановлені два компресори (продуктивність 2,5 м³/хв при протитиску 9 кгс/см²) для забезпечення повітрям рухомого складу, а також живлення електропневматичних контакторів і пісочних форсунок самого електровоза. Охолодження тягових двигунів і пускових резисторів здійснюється за допомогою шести вентиляторів.
Мінімальний радіус прохідних кривих при швидкості 5 км/год — 80 м.